# Elektrodepositie

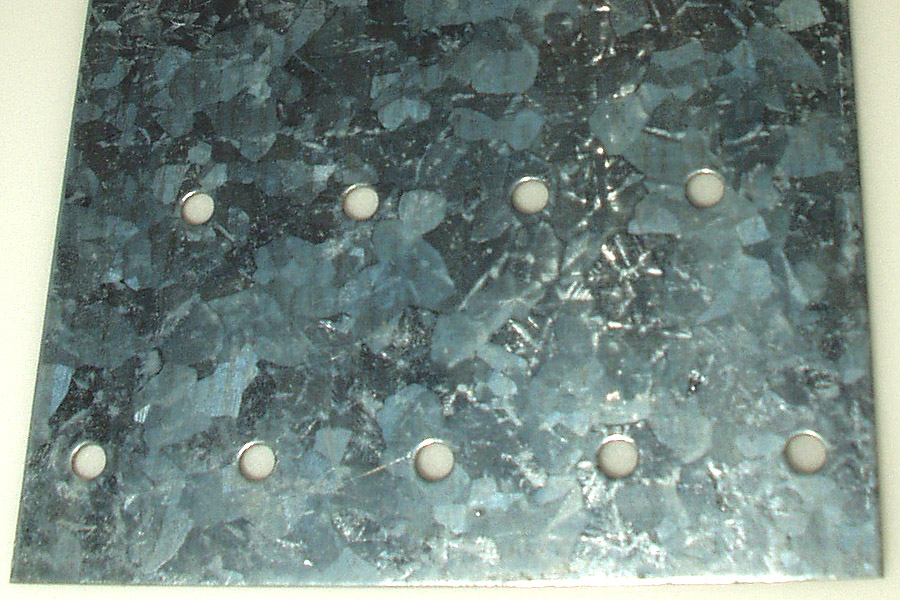
Galvaniseerde oppervlak

Elektrodepositie is het afzetten van stoffen onder invloed van elektriciteit.
Voorbeelden hiervan zijn:
- vergulden
- verzilveren
- verkoperen
- galvaniseren
- schoperen of metalliseren